# Grace Wilson Vanderbilt

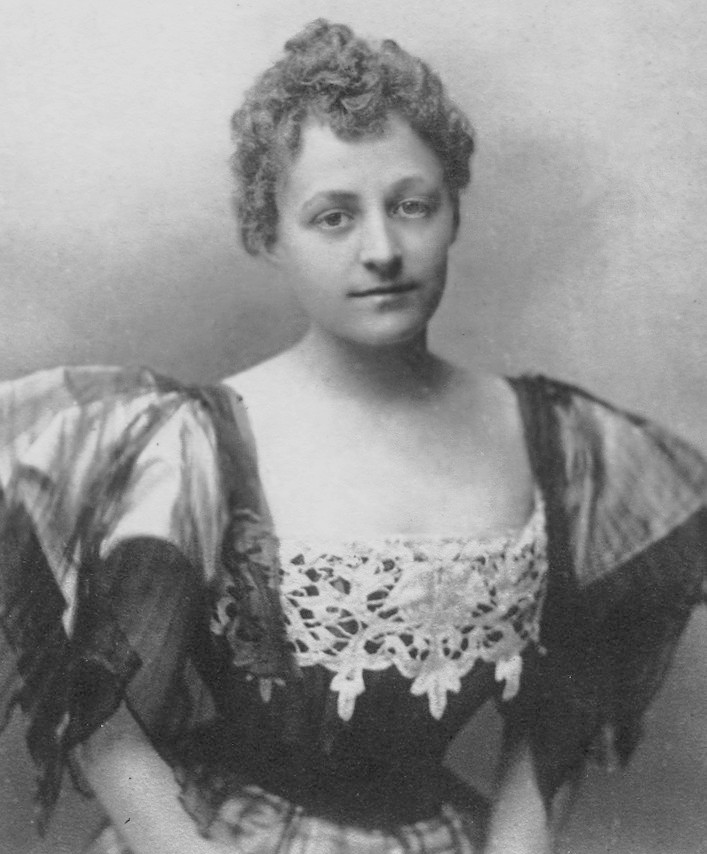
Grace Wilson Vanderbilt, um 1890/1905

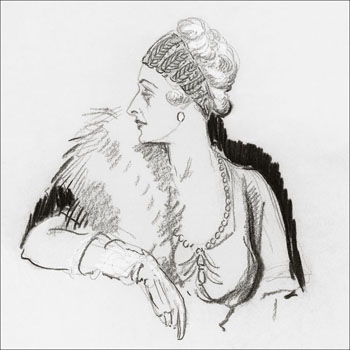
Porter Woodruff: Grace Wilson Vanderbilt, 1936

Grace Wilson Vanderbilt, geborene Grace Graham Wilson (* 3. September 1870 in New York City; † 8. Januar 1953 ebenda) war durch Heirat ein Mitglied der prominenten Vanderbilt-Familie und stieg als Society-Königin der New Yorker Gesellschaft zu Beginn des 20. Jahrhunderts auf.

## Leben
Grace Wilson war die älteste Tochter von fünf Kindern des wohlhabenden Bankiers, Börsenmaklers und Millionärs Richard Thornton Wilson (1830–1910) und seiner Ehefrau Melissa Graham, eine Tochter aus einer wohlhabenden Londoner Familie. Die Sommer ihrer Jugend verbrachte sie in Newport, Rhode Island, im Hause ihrer Familie. Sie wurde dort von Privatlehrern sowie an der exklusiven Brearley School in New York erzogen.

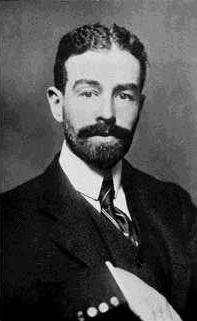
Cornelius Vanderbilt III, um 1890/1900

1894 war sie kurz mit Cecil Baring, dem Sohn eines Londoner Bankiers, verlobt. Am 3. August 1896 heiratete Grace Wilson in New York den Kautschuk-Baron Cornelius Vanderbilt III, genannt Neily (1873–1942), Sohn des wohlhabenden Geschäftsmanns und Finanziers Cornelius Vanderbilt II (1843–1899) und dessen Frau Alice Claypoole Gwynne (1845–1934); und damit Urenkel des Commodore Cornelius Vanderbilt. Ihr Ehemann wurde von seinem Vater wegen der nicht standesgemäßen Heirat enterbt und erhielt im Gegensatz zu seinen Geschwistern, William Henry Vanderbilt II (1870–1922), Gertrude Vanderbilt Whitney (1875–1942), Alfred Gwynne Vanderbilt (1877–1915), Reginald Claypoole Vanderbilt (1880–1925) und Gladys Moore Vanderbilt (1886–1965), nur eine Million US-Dollar. Aus der Ehe, die allen Berichten zufolge glücklich verlief, gingen zwei Kinder hervor:
- Cornelius Vanderbilt IV (1898–1974), Schriftsteller

⚭ 1920–1927 Rachel Littleton
- Grace (1899–1964)

⚭ 1927 Henry Gassaway Davis III (Überlebender des Untergangs der Republic)
⚭ 1938 Robert Livingston Stevens
Die Rivalität zwischen Grace Vanderbilt und ihrer Schwiegermutter begann innerhalb eines Jahres nach ihrer Heirat mit Cornelius Vanderbilt, indem beide einen Salon in Saratoga führten. Im Jahre 1902 reiste das Ehepaar nach Europa, wo sie in Kiel an einer Regatta teilnahmen. Hier lernten sie Kaiser Wilhelm II. und dessen Ehefrau Kaiserin Auguste Viktoria kennen und waren öfters zu Gast in Berlin. Auf besonderen Wunsch des Kaisers wurde das Ehepaar Vanderbilt von den Prinzen Heinrich von Preußen und dessen Neffen, den Kronprinzen Wilhelm von Preußen begleitet.
Dies bedeutete für Grace Vanderbilt einen sozialen Aufstieg – deren Dinnerparties, Cocktailempfänge und Wohltätigkeitsbälle für die New Yorker Gesellschaft waren berühmt und füllten die Gesellschaftsspalten der Zeitungen. In den folgenden Jahren genossen mehrere Mitglieder des europäischen Hochadels die Gastfreundschaft der Familie Vanderbilt, unter anderem alle britischen Monarchen seit Königin Victoria, der belgische König Albert I. mit seiner Frau Königin Elisabeth Gabriele, Zar Boris III. von Bulgarien, König Håkon VII. von Norwegen und seiner Frau Königin Maud, Königin Marie von Rumänien und Reza Schah Pahlavi.
Neben den gesellschaftlichen Verpflichtungen engagierte sich Grace Vanderbilt in mehreren karitativen Organisationen; insbesondere der Heilsarmee. Während des Ersten Weltkriegs unterstützte sie finanziell die Rotkreuz-Organisation. In den 1930er Jahren sammelte sie Geld- und Sachspenden für die notleidende New Yorker Bevölkerung; und während des Zweiten Weltkriegs unterstützte sie verschiedene amerikanische Organisationen.
Grace Vanderbilt starb in ihrem New Yorker Stadthaus (1048 Fifth Avenue) an den Folgen einer Lungenentzündung und wurde neben ihrem Mann in der Familiengruft der Vanderbilts beigesetzt.

## Geschwister
Ihre Geschwister waren:
- Bruder Richard T. Wilson, Jr., heiratete Katherine Garrison, Enkelin von Commodore Cornelius Kingsland Garrison (1809–1885), Reeder, Kapitalist, Bürgermeister von San Francisco 1853–1854.
- Schwester May Wilson heiratete Ogden Goelet (1851–1897), Millionär, Immobilienmakler, Yachtbesitzer (Mitglied des New York Yacht Club). Sie hatten zwei Kinder, May und Robert Goelet II.
- ältester Bruder Marshall Orme Wilson (1860–1926), heiratete Caroline Schermerhorn Astor (1861–1948), Tochter von William Backhouse Astor junior (1829–1892) und dessen Frau Caroline Webster Schermerhorn (1830–1908). William B. Astor, Jr. war der Vater von Colonel John Jacob Astor IV.
- Schwester Leila B. Wilson heiratete 1888 The Honourable Michael Henry Herbert (1857–1903), Bruder des Earl of Pembroke, Sohn von Sidney Herbert 1st Baron Herbert of Lea und Lady Mary Elizabeth Court-Repington. Herbert war Staatssekretär der Britischen Botschaft in Paris und ein naher Verwandter von Lord Carnarvon.

## Erwähnenswertes
- Die Schmuck-Sammlung von Grace Vanderbilt galt als die exklusivste und extravaganteste nach der Kollektion der Eugénie, Kaiserin der Franzosen, und der Herzogin von Windsor. Mrs. Vanderbilt entwickelte sich zu einer Mentorin Louis Cartiers und erwarb dank ihres enormen Reichtums bedeutsame Objekte, wie auch europäische Kronjuwelen, unter anderem von Prinzessin Mathilde Lätitia Wilhelmine Bonaparte, La Belle Otéro, Joséphine de Beauharnais und von einigen russischen Großfürstinnen.
- In ihrem Domizil an der 86th Street und Fifth Avenue befindet sich heute ein Museum, The New Gallery New York, für deutsche und österreichische Kunst des frühen 20. Jahrhunderts.